# Вили Шулц
Вили Шулц (на немски: Willi Schulz) е бивш германски футболист, роден на 4 октомври 1938 г. в Бохум, член на надзорния съвет на Хамбургер.
Още като футболист на амтьорския Унион Гюнихфелд играе мачове за различни формации на националния отбор, а дори преди трансфера му в първодивизионния Шалке 04 дебютира за „А“ националния отбор. За Шалке изиграва 135 мача (с 8 гола) в Западната Оберлига и новосъздадената Първа Бундеслига. След трансфера си в Хамбург през 1965 също не постига особени успехи освен финала за КНК през 1968-а, който Хамбургер губи от Милан.
За сметка на това успехите му на национално равнище са по-големи. Има 66 мача за националния отбор, като в 20 от тях извежда съотборниците си като капитан. Участва на три световни първенства – Чили 1962, Англия 1966 и Мексико 1970. В Англия става вицешампион, а в Мексико – бронзов медалист.